# Mōri Motonari
Mōri Motonari (kanji: 毛利 元就, phiên âm Hán Việt: Mao Lợi Nguyên Tựu) là một lãnh chúa Daimyō xứ Aki vào cuối thời kỳ Muromachi cho đến thời kỳ Chiến Quốc trong lịch sử Nhật Bản.
Mōri Motonari là một trong số các danh tướng nổi tiếng nhất được hậu thế biết đến với xuất phát điểm ban đầu chỉ là một lãnh chúa, quan địa đầu (quốc nhân - Kokujin) của một xứ Aki nhỏ bé nhưng dần dần bành trướng thế lực, cai quản gần như toàn bộ vùng Chūgoku. Ông còn được đánh giá là một sách lược gia tài ba, luôn chuẩn bị chu đáo để giành thắng lợi về tay mình.
Mōri Motonari thuộc dòng dõi Ōe, một dòng quý tộc từ thời cổ đại. Ông tổ của họ Mōri là Mōri Suemitsu, con trai thứ tư của viên triều thần Ōe Hiromoto cuối thời kỳ Heian (Bình An). Về dòng dõi thì họ này chung nguồn gốc với họ Sagae vốn là một chi của họ Ōe. Gia huy của Mōri là hoa văn có hình chữ nhất (một gạch ngang) nằm trên ba ngôi sao (ba chấm tròn).
Về thân thế, Mōri Motonari là con trai thứ của Mōri Hiromoto, một lãnh chúa hùng cứ tại thành Yamajō quận Yoshida thuộc xứ Aki (ngày nay thuộc thành phố Aki Takata, tỉnh Hiroshima). Ấu danh (tên thuở nhỏ) của ông là Shōjumaru (松寿丸), tên thường gọi là Shōnojirō (少輔次郎).
Thời đại: Chiến quốc (1467-1603)
Năm sinh: 14 tháng 3 năm Minh Ưng (Meiō) thứ 6 (16/04/1497)
Năm mất: ngày 14 tháng 6 năm Nguyên Quy (Genki) thứ 2 (06/07/1571)
Ấu danh: Shōjumaru --> Motonari
Tên khác: Shōnojirō, Kojiki Wakatono (cậu ấm ăn mày), Bōshin (mưu thần, thần mưu trí)
Giới danh (pháp danh): Động Xuân Tự Điện Nhật Lại Động Xuân Đại Cư Sĩ (洞春寺殿日頼洞春大居士, Dōshunjiden Nichirai Dōshun Daikoji)
Mồ mả: Đại Thông Viện (Daitsūin), một ngôi chùa phái Lâm Tế tại Hiroshima
Quan tước: Jushii no Jō (tứ phẩm trên), Uma no Tsukasa (chức Điển Cửu), Jibushō, Mutsu no kami (quan đầu xứ Mutsu), Shōichii (Chính Nhất Vị, chức này cao hơn của Jushii)
Chủ: Amago Tsunehisa --> Ōuchi Yoshitaka
Thị tộc: Mōri
Huynh đệ: Okimoto, Motonari, Kita Narikatsu, Aiō Mototsuna
Vợ: chánh thất: Myōkyū, trắc thất (vợ lẻ): Nomino Ōkata, họ Miyoshi, Nakano Maru
Con cái: Takamoto, Kikkawa Motoharu, Kobayakawa Takakage, Hoida Motokiyo, Motoaki, Izuha Mototomo, Amano Motomasa, Suetsugu Motoyasu, Hidekane, Ninomiya Naritoki, Goryū no tsubone (nữ)

## Cuộc đời

### Thừa kế gia nghiệp

Gia huy của họ Mōri

Motonari được sinh vào ngày 14 tháng 3 năm Minh Ưng thứ 6 (1497), là con trai thứ của quan địa đầu (Quốc nhân, Kokujin) xứ Aki là Mōri Hiromoto và họ Fukubara. Ấu danh của ông là Shōjumaru và ông được cho là sinh ra tại thành Suzuo (thành Fukubara) tại quê mẹ. Ngày nay vẫn còn bia đá nơi Mōri Motonari ra đời.
Năm Minh Ưng (Meiō) thứ 9 (1500), cha ông là Hiromoto bị kéo vào vòng tranh chấp thế lực giữa Mạc phủ Ashikaga và họ Ōuchi nên đã quyết định ẩn cư. Sau khi nhường lại nghiệp nhà cho con trai trưởng là Mōri Okimoto thì ông Hiromoto dẫn theo Shōjumaru đến sống tại thành Tajihi Sarugake, cũng thuộc xứ Aki. Năm sau, niên hiệu Văn Quy (Bunki) thứ nhất (1501) thì mẹ của Shōjumaru qua đời. Đến năm Vĩnh Chính (Eishō) thứ 2 (1506), khi Shōjumaru được 10 tuổi thì ông Hiromoto uống rượu trúng độc rồi mất. Shōjumaru vẫn sống tại thành Tajihi Sarugake nhưng về sau sau một gia thần của họ Mōri là Inoue Motomori tạo phản, chiếm lãnh thổ rồi đuổi Shōjumaru ra khỏi thành. Vì cảnh ngộ như vậy mà Shōjumaru bị gọi là "cậu ấm ăn mày" (Kojiki Wakatono). Trong lúc khốn khó như vậy, ông được người mẹ kế là Sugino Ōkata hết sức giúp đỡ. Năm Vĩnh Chính thứ 8 (1511), Shōjumaru làm lễ thành nhân (gempuku) và lấy tên là Mōri Motonari.
Năm Vĩnh Chính (Eishō) thứ 13 (1516), huynh trưởng Okimoto qua đời, gia nghiệp họ Mōri rơi vào tay trưởng nam của Okimoto là Mōri Kōmatsumaru. Nhưng vì Kōmatsumaru hãy còn nhỏ tuổi nên được Motonari giám hộ trong vai trò một người chú.
Và như vậy nhà Mōri hai lần liên tiếp xảy ra việc đương chủ bất ngờ qua đời, để lại ấu chúa nên xảy ra xao động. Lợi dụng việc này, thành chủ Satō Kanayama là Takeda Motoshige đem quân đánh thành Arita thuộc lãnh thổ Kikkawa. Lúc này Motonari thay mặt Kōmatsumaru lần đầu tiên cầm quân xuất trận, đến cứu viện thành Arita. Đây là trận đánh đầu tiên của Motonari quyết định vận mệnh của cả họ Mōri.
Mãnh tướng Kumagai Motonao của họ Takeda đi tiên phong trong trận này nhưng bị Motonari kích phá, Motonao tử trận. Đang vây thành Arita, nhận được tin mãnh tướng thân cận của mình tử trận thì Takeda Motoshige đùng đùng nổi giận, chỉ để lại một ít quân tiếp tục công thành Arita còn mình thì đích thân chỉ huy toàn lực lượng nghênh chiến liên hợp quân Mōri và Kikkawa. Về lực lượng thì quân Takeda chiếm ưu thế nhưng khi vượt qua sông Matauchi thì Takeda Motoshige bị trúng tên, chết tại trận. Quân Takeda như rắn mất đầu, hỗn loạn rồi tan rã. Trong trận này, họ Takeda không chỉ mất đi đương chủ Motoshige mà còn thiệt mạng nhiều võ tướng khác nữa. Trận đánh Arita Nakaide này được gọi là trận Okehazama của miền Tây và là cột mốc đánh dấu sự suy sụp của họ Takeda và sự bành trướng thế lực của họ Mōri. Và nhờ thắng lợi này, tên tuổi của địa đầu xứ Aki là Mōri Motonari cuối cùng cũng được thiên hạ biết đến. Sau trận đánh này, Motonari theo họ Amago, lập được nhiều chiến công nhờ trí lược của mình khi công thành Kagamiyama ở Saijō (ngày nay thuộc vùng trung tâm của thành phố Hiroshima) trong vai trò người giám hộ của Kōmatsumaru. Và như vậy, Motonari dần dần được cả tộc Mōri tin tưởng.
Trong giai đoạn này, Motonari lấy con gái của Kikkawa Kunitsune làm chánh thất (pháp danh Diệu Cửu - Myōkyū) nhưng cho đến nay chúng ta vẫn chưa rõ thời gian chính xác ông lập thất.
Năm Đại Vĩnh (Daiei) thứ 3 (1523), người cháu trai của Motonari là Kōmatsumaru qua đời lúc 9 tuổi, Motonari vốn là con trai trực hệ của họ Mōri và cũng là một ứng viên kế thừa sự nghiệp họ này nên được các trọng thần tiến cử. Năm 27 tuổi, Mōri Motonari nhập thành Yamajō quận Yoshida, trở thành đương chủ kế tục họ Mōri.
Nhưng lúc này có một bộ phận gia thần có thế lực bất mãn với sự kế tục của Motonari như họ Saka, họ Watanabe, được trọng thần của họ Amgao là Kamei Hidetsuna (do Amago Hisatusne chỉ thị) trợ lực, gây mưu phản, chủ trương lập người em trai đồng phụ dị mẫu của Motonari là Aiō Mototsuna lên làm đương chủ. Nhưng Motonari nhận được sự giúp đỡ của Shiji Hiroyoshi, thanh trừ được phe Mototsuna và ép ông ta phải tự sát. Như vậy, Mōri Motonari đã đoạn trừ được hậu họa, củng cố vững chắc cho vị trí đương chủ gia tộc của mình.

### Bành trướng thế lực
Nhân việc lộn xộn trong vụ kế tục gia nghiệp, quan hệ giữa Motonari và Amago Tsunehisa dần trở nên đối đầu gay gắt, đến năm Ưng Vĩnh (Ōei) thứ 5 (1525) thì Motonari thẳng thừng tuyên bố cắt đứt quan hệ với họ Amago và gia nhập vào hàng ngũ của Ōuchi Yoshioki. Đến năm Hưởng Lộc (Kyōroku) thứ 2 (1529), Motonari thảo phạt Takahashi Okimitsu. Họ Takahashi này là thân thích bên họ ngoại của Mōri Kōmatsumaru, chuyên quyền thao túng nhà Mōri và bắt tay với họ Amago, lập kế hoạch bài Motonari, tôn Aiō Mototsuna làm đương chủ. Khi thảo phạt họ Takahashi, Motonari đã chiếm được lãnh địa rộng lớn của họ này kéo dài từ xứ Aki cho đến Iwami, nhưng bù lại Motonari đã phải trả một cái giá đắt là người con gái lớn đang làm con tin tại nhà Takahashi bị sát hại. Mặt khái, Motonari lại cải thiện được quan hệ với kẻ thù không đợi trời chung từ trước nay là họ Shishido, gả con gái cho Shishio Takaie, gây dựng quan hệ hữu hảo với họ này. Ngoài ra Motonari còn cải thiện được quan hệ với họ Amano bị họ Ōuchi đuổi đến đường cùng, họ Aki Takeda và họ Kumagai (vốn đã trở thành quan hệ thù địch trong trận Arite Nakaide), xác lập địa vị minh chủ trong khắp xứ Aki.
Theo ghi chép trong cuốn nhật ký "Oyudono no ue nikki" của các cung nữ hầu hạ trong cung thì ngày 23 tháng 9 năm Thiên Văn (Tenmon) thứ 2 (1534), có một người họ Ōe đã thông qua Ōuchi Yoshitaka, bắt chước tiền lệ vào năm Ōei để xin Thiên hoàng Go-Nara ban cho tước vị. Tiền lệ năm Ōei là chỉ việc tổ của Motonari là Mōri (Ōe) Mitsufusa được Thiên hoàng Shōkō ban cho chức "Chức Hữu Mã đầu" (Jugoi no ge Umaryō), nay Mōri Motonari bắt chước tiền lệ để xin ban quan tước. Mōri Motonari thông qua Yoshitaka để hiến tặng 4000 thước vải cho Triều đình và sau đó nhậm chức. Việc này đã tăng cường quan hệ giữa Motonari với người đề cử là Ōuchi Yoshitaka. Đương thời, tuy tước vị chỉ là cái danh bên ngoài, không còn thực chất như xưa nữa nhưng việc nhận tước vị từ Triều đình nói lên rằng lãnh chúa xứ Aki đã có được sự hậu thuẫn của cả Triều đình lẫn họ Ōuchi. Ngoài ra Motonari còn bị Kikkawa Okitsune, đương chủ của họ Kikkawa, một Kokujin có thế lực ở Aki đương thời ép buộc hòa giải với họ Amago nhưng không thành.
Năm Thiên Văn thứ 8 (1539), chủ của Motonari là họ Ōuchi tiêu diệt kẻ thù là họ Shōni ở Kita Kyūshū, hòa giải với họ Ōtomo và bắt đầu đem quân đánh thành Satō Kanayama vốn là cứ điểm của họ Aki Takeda. Tuy nhận được chi viện từ họ Amago nhưng thành chủ Takeda Nobuzane bại trận, đào tẩu đến xứ Wakasa. Sau này Nobuzane đến nhờ vả họ Amago ở Izumo.
Năm Thiên Văn (Tenmon) thứ 9 (1540), người kế vị của Amago Tsunehisa là Haruhisa dẫn 3 vạn quân Amago tấn công thành Yamajō, cứ điểm của Motonari. Motonari chỉ có 3000 quân thủ thành, nghênh chiến. Được sự giúp đỡ của gia thần Fukubara và họ Shishido (vốn đã kết giao hữu hảo) và viện quân của tướng Sue Harukata (thuộc hạ của Ōuchi Yoshitaka) mà Motonari đã giành thắng lợi trong trận này, trở thành nhân vật trung tâm của xứ Aki.
Cùng năm, Motonari cùng họ Ōuchi công thành Satō Kanayama, cứ điểm của đương chủ họ Takeda là Nobuzane vốn đã bắt tay với họ Amago. Thất thủ, Nobuzane chạy đến xứ Izumo, họ Aki Takeda đến đây coi như diệt vong. Sau này Motonari còn tổ chức lại đội lính phòng thủ Sendai của họ Takeda, lập thành nền tảng để sau này hình thành nên lực lượng thủy quân nổi tiếng của nhà Mōri.
Từ năm Thiên Văn (Tenmon) thứ 11 (1542) đến năm Thiên Văn thứ 12 (1543), Ōuchi Yoshitaka thân chinh làm tổng đại tướng, tham chiến trong trận Gassan Todajō lần thứ nhất và Motonari cũng theo chúa xuất chinh. Trong trận này, Kikkawa Okiitsune phản bội và do xâm nhập quá sâu vào lãnh thổ của họ Amago mà đường dây bổ cấp vật tư và tuyến phòng vệ của quân Ōuchi bị đứt đoạn, tự thân Mōri Motonari vây cửa Shiotani, thành Toda trong 4 tháng nhưng đại bại, quân Ōuchi phải tháo chạy. Trong lúc tháo chạy, Motonari gặp nhiều nguy hiểm đến nỗi tưởng chừng đã phải bỏ mạng, may có bộ tướng là Watanabe Kayou hy sinh, ở lại chiến đấu đến cùng rồi tử trận. Nhờ vậy mà Motonari thoát được nguy hiểm, trở về Aki an toàn. Nhưng trận này đã khiến tầm ảnh hưởng của cả họ Ōuchi và họ Amago trong xứ Aki bị suy yếu, Motonari bắt đầu nghĩ đến chuyện thoát khỏi thân phận một lãnh chúa nhỏ ở địa phương.
Đầu tiên là vào năm Thiên Văn thứ 13 (1544), Motonari cho con trai thứ ba là Tokujumaru đến làm con nuôi cho Kobayakawa ở Takehara. Họ này nổi tiếng với lực lượng thủy quân hùng mạnh. Vì vậy mà sau này Tokujumaru đổi sang họ Kobayakawa, lấy tên Takakage. Cùng năm, nhân cơ hộ Amago Haruhisa viễn chinh, đánh họ Miyoshi ở xứ Bingo, Motonari đã phái tướng Kodama Naritada và Fukubara Sadatoshi đánh Amago nhưng thất bại.
Năm Thiên Văn thứ 16 (1547), Motonari bắt đầu nghĩ đến chuyện thao túng nhà Kikkawa, họ vợ của mình. Lúc này quan hệ giữa Kikkawa Tsuneyo và các trọng thần cũng như các gia thần mới gia nhập trở nên đối lập gay gắt, tình hình trong tộc không thể kiểm soát được. Motonari cho con trai thứ hai của mình là Motoharu (cháu ngoại của Kikkawa Kunitsune) làm dưỡng tử nhà Kikkawa, ép buộc đương chủ nhà Kikkawa là Okitsune phải ẩn cư. Đến năm Tenmon thứ 19 (1550), sau khi Kikkawa Okitsune đã ẩn cư, Motonari còn sát hại luôn Okitsune và cả gia đình để trừ hậu họa về sau. Đồng thời, Motonari cũng can thiệp vào chuyện kế tục của họ Kobayakawa ở Numata. Họ này đã mất đi đương chủ Kobayakawa Masahira trong trận Gassan Todajō kể trên. Lợi dụng đương chủ mới là Kobayakawa Shigehira hãy còn ít tuổi và bị mù, Motonari đã gây chia rẽ trong nhà Kobayakawa, mưu sát trọng thần của họ này, đồng thời là người giám hộ của Shigehara là Tasaka Yoshiaki. Giết xong Tasaka, Motonari còn đẩy Shigehira đến đường cùng, buộc phải xuất gia, cho con đẻ của mình là Kobayakawa Takakage vốn đang là đường chủ dòng phụ của họ Kobayakawa ở Takehara thay Shigehara thâu tóm họ Kobayakawa. Như vậy là Motonari đã thâu tóm được toàn bộ lực lượng thủy quân của họ Kobayakawa vào tay mình, thiết lập chế độ "Mao Lợi Lưỡng xuyên" (Mōri Ryōsen) làm bàn đạp nâng đỡ sự bành trướng thế lực của mình.
Đến đây, Mōri Motonari đã thâu tóm hết thế lực của họ Kikkawa vốn có tầm ảnh hưởng từ Aki đến Iwami, họ Kobayakawa có tầm ảnh hưởng qua ba xứ Aki, Bingo và vùng biển nội hải Seto. Như vậy, quyền cai trị cả xứ Aki đã lọt vào tay Motonari. Ngày 13 tháng 7 năm Thiên Văn thứ 19 (1550), Motonari giết chết Inoue Motokane, một gia thần chuyên quyền trong họ. Ngay sau đó ông còn bắt các gia thần của mình phải ký tên vào sổ, thề tận trung với nhà Mōri. Bằng việc này, Motonari đã cũng cố được quyền lực thống lĩnh của mình trong tập đoàn.

### Trận đánh ở đảo Ikutsu
Năm Thiên Văn thứ 20 (1551), xảy ra biến cố ở chùa Dainei (Daineiji no hen), daimyō của hai xứ Suō và Nagato là Ōuchi Yoshitaka bị gia thần Sue Harukata ám sát trong vụ mưu phản. Lúc này Mōri Motonari bắt tay với Harukata để chiếm thành Satō Kanayama và thành Sakurao. Sue Harukata cũng nghĩ rằng nếu không có sự hợp tác của Motonari thì khó lòng kiểm soát được lãnh địa của họ Ōuchi nên đã giao cho Motonari quyền điều hành các lãnh chúa, quan đầu xứ ở Aki và Bingo. Nhờ vậy, Motonari bắt đầu tấn công các lãnh chúa trong xứ Aki từng nâng đỡ Ōuchi để bành trướng thế lực của mình. Motonari còn tấn công thành Kashirazaki, ép thành chủ Hiraga Takayasu tự vẫn, đưa Hiraga Hirosuke lên kế tục nghiệp nhà Hiraga nhưng thực tế là đẩy họ này vào vòng cai quản của họ Mōri. Năm 1553, Tomonari cùng với một gia thần của họ Ōuchi là Era Fusahide đánh lui quân Amago Haruhisa khi họ này tấn công xứ Aki.
Sau trận đánh này, tình hình nhà Sue trở nên rối ren và họ dần cảm thấy sự bành trướng thế lực của Mōri Motonari nên Sue Harukata lo ngại, muốn giành lại quyền kiểm soát từ tay Motonari nên đối lập giữa hai bên ngày càng rõ ràng. Rồi sau đó xảy ra việc tướng Yoshimi Masayori xứ Iwami phất cờ chống lại Harukata. Được sự ủy thác của Sue Harukata, ban đầu Motonari cũng định xuất binh theo quân Sue chinh phạt Yoshimi, nhưng sau các gia thần đều lên tiếng phản đối nên cuối cùng Mōri không xuất binh nữa. Thế rồi Sue Harukata trực tiếp gửi sứ giả đến đốc thúc các lãnh chúa trong toàn xứ Aki xuất binh. Lúc đó Harukata được Hiraga Hirosuke tố cáo sự thật về con trưởng của Motonari là Takamoto. Các trọng thần của Sue cũng phản đối giao ước của Harukata đối với Mōri Motonari (hứa giao cho Mōri quyền quản lý chư hầu hai xứ Aki và Bingo), đẩy giao kèo giữa hai họ Mōri và Sue đến chỗ kết thúc. Và như thế, Motonari chính thức quyết định chống lại Harukata.
Tuy nhiên, so với lực lượng hơn 3 vạn quân Ōuchi do Harkata động viên thì quân Mōri chỉ có chừng 4 đến 5 nghìn quân mà thôi. Nếu trực tiếp giao tranh thì quân Mōri không có cơ thắng, đó là chưa tính đến nguy cơ các chư hầu xứ Aki vốn thân cận với họ Mōri nay bị áp lực của họ Ōuchi, Sue mà dao động, phản bội lại Mōri là rất cao. Vì vậy Motonari lại giở mưu lược đắc ý của mình để chia rẽ nội bộ Ōuchi khiến họ này trở nên suy nhược.
Năm Thiên Văn thứ 23 (1554), trong họ Amago xảy ra nội loạn khi Amago Haruhisa thanh trừng Amago Kunihisa và Sanehisa thuộc nhóm Shingūtō tại xứ Izumo. Shingūtō là đội quân tinh nhụê nhất của họ Amago, do Tsunehisa và con trai là Kunihisa thống lĩnh, từng tham gia nhiều trận đánh, lập nhiều chiến công cho họ này.
Ngay giữa lúc họ Amago thanh trừng Shingūtō thì Mōri Motonari lại cho lưu truyền tin đồn rằng Era Fusahide đang tạo phản. Fusahide là gia thần của Sue Harukata, nổi tiếng tri lược hơn người và từng sát cánh chiến đấu bên Motonari không ít lần. Motonari còn cho giả cả bút tích của nạn nhân trong bức mật thư (giả) nội thông với mình để mượn tay Sue Harukata giết chết Fusahide. Có một thuyết khác cho rằng ban đầu Era Fusahide định làm nội ứng cho họ Mōri, nhưng Motonari lại cố tình công bố chuyện này cho Harukata.
Cùng năm, sau khi loại trừ hậu hoạ, Motonari phất cờ phản lại Sue Harukata lúc này đang khốn đốn vì họ Yoshimi làm phản. Harukata đùng đùng nổi giận, giao cho bộ tướng Miyagawa Fusanaga 3000 quân, hạ lệnh tấn công Mōri. Quân Miyagawa xuất trận, ra khỏi Yamaguchi, đến khu đồi núi Oshikibata thuộc xứ Aki đóng trại thì bị quân Mōri tập kích phủ đầu. Quân Miyagawa rơi vào thế hỗn loạn rồi vỡ, bản thân Miyagawa Fusanaga tử trận. Như vậy trận đầu tiên, thắng lợi thuộc về quân Mōri (trận Oshikibata).
Hay tin bại trận, Sue Harukata lại đùng đùng kích nộ, năm Hoằng Trị thứ nhất (1555), tự thân dẫn 2 vạn quân rời khỏi Yamaguchi. Dọc đường, bất chấp lời can gián của trọng thần Hironaka Takakane, Harukata đã cho đổ bộ lên đảo Itsuku, công thành Miyao vốn là trọng điểm kinh tế và giao thông của quân Mōri trên đảo này. Tuy nhiên đây lại là sách lược của Motonari. Vì quân Sue đông nên không thể di chuyển linh hoạt, bị quân Mōri tập kích rồi tan vỡ. Trong trận này Sue Harukata tự vẫn, thế lực của họ Ōuchi suy giảm mạnh, trở nên bạc nhược. Đây chính là trận đánh trên đảo Itsuku (Itsukushima no tatakai), một trong ba trận tập kích lớn nhất lịch sử phong kiến Nhật Bản (Nihon sandai kishū).
Năm Hoằng Trị (Kōji) thứ 2 (1556), Amago Haruhisa đang viễn chinh ở Bingo bỗng rút 25 nghìn quân về, bắt tay với Ogasawara Nagataka tấn công thành Yamabuki của họ Ōuchi. Lúc này họ Mōri ra nghênh chiến nhưng bị liên quân hai họ đánh bại ở Oshibara, mỏ bạc Iwami cũng mất về tay họ Amago. (Oshibara kuzure)
Năm Hoằng Trị thứ 3 (1557), thấy thời cơ đã chín khi xảy ra tranh chấp trong họ Ōuchi, Motonari giết chết đương chủ họ này là Yoshinaga, một con rối do Sue Harukata lập nên để giật dây. Họ Ōuchi bị tiêu diệt, ngoại trừ ở Kyūshū ra thì phần lớn lãnh địa cũ của họ này đều lọt vào tay họ Mōri. (Bōchō keiryaku) Cùng năm, Mōri Motonari giao lại vị trí đương chủ cho con trưởng là Takamoto, nhưng thực chất bản thân mình vẫn nắm thực quyền.
Năm Vĩnh Lộc (Eiroku) thứ nhất (1558), Motonari cùng con trai là Kikkawa Motoharu công thành Nukuyu, cứ điểm của Ogasawara Nagataka nhằm đoạt lại mỏ bạc Iwami đã bị cướp trước đó trong trận Oshibara. Amago Haruhisa cũng xuất binh nhưng hai bên chỉ ghìm nhau bên hai bờ sông. Năm Vĩnh Lộc thứ hai (1559), Motonari hạ được thành Nukuyu, thừa thế công thành Yamabuki nhưng thất bại, trên đường rút lui thì bị thành chủ Honjō Tsunemitsu và đội quân của thành chính hợp lưu với quân Haruhisa kích phá, quân Mōri đại bại.

### Đụng độ họ Amago và họ Ōtomo
Kể từ năm Hoằng Trị (Kōji) thứ 2 (1556), họ Mōri bị đương chủ nhà Amago là Haruhisa chiếm thành Yamabuki và mỏ bạc Iwami, nhưng đến năm Vĩnh Lộc thứ 4 (1560) thì Haruhisa chết đột ngột, trong họ Amago xảy ra lộn xộn. Lúc này, trưởng nam của Haruhisa là Amago Yoshihisa cầu xin Shōgun Ashikaga Yoshiteru giảng hòa với Mōri, nhưng hòa ước này đã bị phía Motonari đơn phương bác bỏ. Năm Vĩnh Lộc thứ 5 (1562) thì họ Mōri lại đem quân đánh xứ Izumo (trận Gassan Todajō lần thứ hai). Amago Yoshihisa co quân cố thủ trong thành Gassan (ngày nay thuộc thành phố Yasugi, tỉnh Shimane) vốn nổi tiếng là vững chãi kiên cố cùng hệ thống phòng vệ gọi là Amago Jikki, nghênh đánh quân Mōri. Amago Jikki nghĩa là 10 lá cờ của họ Amago, là hệ thống các thành phụ bảo vệ thành chính Gassan Toda của họ này.
Nhưng đến năm Vĩnh Lộc (Eiroku) thứ 6 (1563) thì Motonari bao vây được thành Shiraga trong tuyến phòng thủ Amago Jikki này và cuối cùng là bao vây thành Gassan Toda, bắt đầu tuyệt đường lương thảo của họ Amago. Nhưng rút kinh nghiệm từ trận Gassan Todajō lần thứ nhất khi Motonari theo họ Ōuchi, lần này Motonari không manh động mà giở kế sách để làm đối phương suy yếu dần. Đầu tiên, Motonari cho giết sạch binh sĩ của Amago đến đầu hàng. Đây là kế sách làm hao mòn lương thực trong thành của Motonari. Binh sĩ họ Amago vì sợ hãi mà không dám ra đầu hàng nữa, cố thủ trong thành, và vì vậy làm tiêu hao số lương thực của Amago. Tiến hành song song, Motonari giở quỷ kế nhằm phá hoại từ bên trong nội bộ họ Amago. Khi kế sách đến độ chín mùi thì Amago Yoshihisa mắc bẫy, trở nên đa nghi và tự tay giết chết trọng thần Uyama Kanehisa. Lúc này nội bộ Amago đã bị chia rẽ, Motonari lại cho thổi cơm chiêu dụ binh sĩ trong thành ra hàng, vì vậy lính tráng họ Amago đầu hàng không ngớt. Đến tháng 11 năm Vĩnh Lộc thứ 9 (1566) thì Yoshihisa buộc phải mở cửa thành đầu hàng. Như vậy là Mōri Motonari chỉ trong một đời đã chiếm lãnh được 8 xứ trong vùng Chūgoku, trở thành một Đại daimyō (Dadaimyō) vùng này.
Sau khi bị Mōri Motonari tiêu diệt, họ Amago ở Izumo được Oda Nobunaga chi viện, bộ tướng Yamanaka Yukimori đưa Amago Katsuhisa lên làm thủ lĩnh, lãnh đạo dư đảng của họ này, bắt đầu chống lại Mōri ở vùng San’in. Trước đó, trong trận chiến xoay quanh quyền kiểm soát Kita Kyūshū, Motonari đã dùng kế dụ địch, tiêu diệt họ Ōuchi. Năm Vĩnh Lộc thứ 11 (1568), ở xứ Bungo còn có Ōtomo Yoshishige, người đang ôm mộng chiếm lãnh vùng Bungo, đã cấp binh cho Ōuchi Teruhiru, xúi giục tấn công vào Yamaguchi. Đây là thời kỳ nguy khốn của họ Mōri khi đối phó với các thế lực thù địch và dư đảng của họ Amago. Nhưng nhờ hai người con ưu tú là Motoharu và Takakage mà Motonari đã giảng hòa được với họ Ōtomo, quét sạch dư đảng quân Amago ra khỏi hai xứ Izumo và Hōki. Tuy nhiên, để hòa giải với họ Ōtomo thì Mōri đã phải nhường lại quyền kiểm soát xứ Hakata, địa phương mang lại sự giàu mạnh cho họ Ōuchi trước đây.

## Phút cuối cùng của vị tướng mưu lược
Nửa đầu năm 1560, sức khỏe của Mōri Motohide dần trở nên suy yếu và được Shōgun Ashikaga Yoshiteru đã phái danh y Manase Dōsan đến điều trị. Sức khỏe của Motonari được hồi phục trong nhất thời, vào năm Vĩnh Lộc thứ 10 (1567) thì người con trai cuối cùng của Motonari là Hidekane chào đời.
Năm thứ nhất niên hiệu Nguyên Quy (Genki) (1570), Shōgun Ashikaga Yoshiteru qua đời, Shōgun đời thứ 15 của nhà Ashikaga là Yoshiaki lên thay, đối đầu quyết liệt với Oda Nobunaga. Họ Mōri được Shōgun Ashikaga Yoshiteru chiêu dụ tham gia vào lưới bao vây Nobunaga (Nobunaga hōimō) để tiêu diệt Oda. Nhưng Motonari đã nhận thấy thực lực của Nobunaga, từ chối tham gia vào chiến dịch này.
Năm Nguyên Quy thứ 2 (1571), Mōri Motonari qua đời tại thành Yamadajō, thọ mạng 75 tuổi. Nguyên nhân chết được xem là chết già và do ung thư thực quản. Sau khi Motonari chết, Oda Nobonaga còn cho sứ giả đến viếng ông.

## Thể chế chính trị

### Khái yếu và đặc sắc
Thể chế chính trị mà Mōri Motonari xây dựng nên là một thể chế tập đoàn chỉ huy điển hình với chủ trương chính là các quốc nhân trong lãnh thổ và các thế lực khác cùng dựa vào nhau mà tồn tại. Thể chế này có nhiều điểm tương đồng với các lãnh chúa daimyō thời kỳ Chiến quốc đương thời khác. Nền chính trị của Mōri Motonari lập nên không chỉ bao gồm các cải cách về mặt thể chế và tổ chức mà còn có các phương châm, khẩu ngữ như "Tam tử giáo huấn trạng" (Sanshi Kyōkunjō, tức bản giáo huấn ba người con) và "Bách vạn nhất tâm" (Hyakuman Isshin, tức trăm ngàn người đồng lòng) làm thay đổi nhận thức, tâm lý của các gia thần và con dân của họ Mōri. Về điểm này thì tương đồng với nền chính trị của Takeda Shingen.
Một điểm đặc sắc có thể kể của nền chính trị của họ Mōri là tính độc lập cao của các lãnh chúa địa phương và là thể chế ngăn ngừa sự độc tài của lãnh chúa daimyō (họ Mōri). Về điểm này thì chính quyền Mōri cũng tương đồng với chính quyền của họ Takeda, vừa phức tạp vừa rối ren, khó nắm bắt nhưng ngược lại, bằng việc thiết lập chế độ Phụng hàng (Bugyō), họ Mōri đã thành công trong việc hiệu quả hóa hành chính, ngăn chặn quyền lực tập trung vào đương chủ và ổn định hóa thể chế của mình. Sự thật là ngay cả sau khi Motonari chết, họ Mōri đã thành công trong việc mở rộng lãnh thổ một cách ổn định.
Tuy thế, chính quyền này cũng không tránh khỏi sự mất ổn định mỗi khi thay đổi đương chủ. Đến đời cháu đích tôn của Motonari là Terumoto thì họ Mōri lâm vào đường cùng sau khi giao chiến với thế lực hùng mạnh của họ Oda và các Kokujin trong xứ nổi loạn. Sau khi Motoharu và Takakage chết thì trong trận Sekigahara, tính yếu mềm thiếu quyết đoán của Terumoto đã khiến trong họ Mōri chia làm hai phe, một bên theo quân miền Đông và một bên theo phe miền Tây, cả họ không hành động thống nhất được và kết quả là Terumoto trở thành tướng của phe bại trận. Đây là kết quả cho thấy rõ khuyết điểm của thể chế tập đoàn chỉ huy khi quyền lực bị phân tán, hành động ứng phó với tình thế chậm chạp và không có chủ trương nhất quán.
Mặc dù vậy, Mōri Motonari đã cống hiến nhiều điều trong cuộc đời của một lãnh chúa daimyō, để lại một ý chí gìn giữ gia tộc mạnh mẽ cũng như các ý niệm về nền chính trị của mình cho thế hệ sau. Thông qua thể chế Mōri Ryōsen và các Phụng hàng tài năng trong thể chế tập đoàn chỉ huy mà Motonari gây dựng nên cùng với việc để lại di huấn cho con cháu là "không được tranh giành quyền lực trong thiên hạ" đã nói lên khả năng nhìn xa trông rộng của Motonari (tiên đoán sự bất lực của những người nối dõi mình). Tất cả đều nói lên rằng Mōri Motonari là một võ tướng thời Chiến Quốc với tài năng chính trị, óc phán đoán, khả năng nhận xét, trí lược phi phàm.

### Vai trò của thể chế Mōri Ryōsen
Năm 1557, trong vụ Bōchō keiryaku (chiến dịch tấn công hai xứ Suō và Nagato của Mōri), Motonari nhường gia nghiệp lại cho trưởng nam là Mōri Takamoto rồi lui về ẩn cư. Nhưng Takamoto đã từ chối quyền lực nên thực quyền vẫn do Motonari nắm giữ và cũng cố vững chắc thể chế Mao Lợi Lưỡng xuyên (Mōri Ryōsen, hai con sông nhà Mōri) thông qua Kikkawa Motoharu và Kobayakawa Takakage. Ngày 25 tháng 11 cùng năm, Motonari soạn thảo di huấn gồm 14 điều (còn được biết đến với cái tên "Sanshi kyōkunjō, tam tử giáo huấn trạng) kêu gọi tinh thần đoàn kết trong gia tộc. Di huấn này là nền tảng hình thành nên giai thoại ba mũi tên sẽ thuật ở phần sau.
Ngày 2 tháng 12 cùng năm, Motonari cùng các lãnh chúa bên dưới trong xứ Aki ký kết giao ước theo hình vòng tròn (karakasa rempanjō). Việc ký tên theo vòng tròn khiến không phân biệt được quan hệ trên dưới giữa những người ký với nhau như cách ký tên thông thường (từ trên xuống, theo đó vị trí cao nhất sẽ ký đầu tiên). Điều này cho thấy rằng Motonari giữ vị thế đồng đẳng so với các lãnh chúa địa phương khác. Nhưng lật ngược lại vấn đề, đương thời, sau khi thanh trừ họ Inoue thì họ Mōri đang ở giai đoạn chỉ vừa mới thâu tóm hết được tập đoàn các gia thần của mình mà thôi và chỉ dừng lại ở mức minh chủ của liên minh các thổ hào ở xứ Aki. Giữa Motonari và hai người con ruột mang họ Kikkawa và Kobayakawa cũng không tồn tại quan hệ phụ thuộc giữa chúa và bề tôi. Họ Mōri chỉ thoát khỏi vị thế minh chủ của liên minh thổ hào xứ này khi Mōri Takamoto nhậm chức thủ hộ xứ Aki vào năm Eiroku thứ 3 (1560), kéo các thổ hào trong xứ vào hàng ngũ gia thần của mình.
Thời gian sau này, tuy giữa họ Mōri và các lãnh chúa địa phương đã hình thành nên quan hệ chủ tớ nhưng cũng có một bộ phận lãnh chúa được chọn lọc, có được vị thế độc lập với nhà Mōri. Điều này hình thành nên tính nhị nguyên trong quan hệ chủ tớ giữa họ Mōri với các gia thần (gia thần trực tiếp và các lãnh chúa, thổ hào phụ thuộc gián tiếp). Quan hệ chủ tớ này kéo dài cho đến khi họ Mōri bị điều sang phiên Chōshū sau trận Sekigahara mà không gặp phải sai sót gì cũng là nhờ một phần lớn ở tài năng lãnh đạo của Motonari và hai con là Motoharu và Takakage.

### Quan hệ với Triều đình và Mạc phủ
Tuy họ Mōri chỉ là một tiểu hào tộc ở địa phương nhưng lại là đồng minh với họ Ōuchi vốn có quan hệ sâu xa với Triều đình nên từ trước khi Motonari trở thành đương chủ của họ này đã có liên hệ chính trị với trung ương. Sau khi họ Ōuchi diệt vong, Motonari đã cống dâng nhiều phẩm vật cho Thiên hoàng Ōgimachi. Vì vậy mà về sau, mối quan hệ giữa họ Mōri với chính quyền trung ương càng trở nên mật thiết hơn. Trong thời kỳ này, việc Motonari được nhậm chức Mutsunokami, con trai là Takamoto nhậm chức Aki Shugo cũng đều là nhờ quan hệ với chính giới ở trung ương, và nguồn cung cấp cho những mối quan hệ này là mỏ bạc Iwami.
Trong lần xung đột với họ Amago và họ Ōtomo, Mōri Motonari đã lợi dụng việc Mạc phủ can thiệp hòa giải để có lợi cho mình. Họ Mōri đánh nhau ác liệt với họ Amago xoay quanh mỏ bạc Iwami, sau Motonari lợi dụng việc Mạc phủ phân giải để giảng hòa có lợi cho mình, tạo nên tình thế khiến họ Amago không thể động vào mỏ bạc Iwami và cuối cùng chiếm về tay mình.
Trong lần xung đột với họ Otomo, Mạc phủ cũng ra lệnh cho họ Mōri hòa giải nhưng Motonari đã làm ngơ trước mệnh lệnh này, chỉ đến khi tình thế có lợi cho mình mới tuân theo. Như vậy có thể thấy tính giảo hoạt của một chính trị gia ở con người Motonari. Cho dù có là mệnh lệnh bên trên đi nữa thì nếu không có lợi cho mình thì không tuân theo, nếu lợi dụng được thì lợi dụng để có ích cho mình.
Như đã thuật bên trên, Mōri Motonari đã từ chối yêu cầu tham gia lưới bổ vây Nobunaga từ phía Shōgun Ashikaga Yoshiteru. Bản chất của việc này là do Motonari đã nhìn thấy thực lực của họ Oda và tiên đoán trước tương lai diệt vong của Mạc phủ Ashikaga.

## Con người, giai thoại

### Mưu lược Motonari
Mōri Motonari được đánh giá là mưu lược gia tài ba nhất thời kỳ Chiến quốc, không chừa bất cứ thủ đoạn nào để giành thắng lợi về tay mình. Đánh trận, ám sát, mua chuộc, hôn nhân, ly gián,… Motonari đều tỏ ra lão luyện ở mọi mặt. Vì vậy chỉ trong một đời mà Motonari đã gây dựng nên một lãnh địa rộng lớn ở vùng Chūgoku (phần lớn lãnh thổ có được là khi đã bước vào tuổi già) nên ông được mệnh danh là "Daimyō Chiến quốc (Sengoku Daimyō) duy nhất ở phía Tây". Motonari giỏi nhất ở mặt dùng kế ly gián, ngụy tạo tin tức để chia rẽ thế lực đối phương. Trong trận Yamajō và trận trên đảo Itsuku, Motonari cũng dùng cách này để thắng lợi.
Điểm đặc trưng trong sách lược của Motonari là chuẩn bị chu đáo, thực hiện đến nơi đến chốn và chỉ diễn ra trong thời gian rất gắn, không rườm rà, vì vậy không bị chung quanh phản đối và dễ dàng thành công. Ngoài mặt sách lược, Motonari còn cho thấy đầu óc tính toán bạt quần của mình ở mặt thủ đoạn chính trị. Điều này thể hiện qua việc hôn nhân, làm con nuôi của hai con trai là Motoharu và Takakage.
Mōri Motonari được gọi là một trong ba mưu tướng giỏi nhất vùng Chūgoku cùng với Amago Tsunehisa ở xứ Izumo và Ukita Naoie ở xứ Bingo.
Họ Mōri chỉ mong bảo toàn lãnh địa, không trông mong đoạt thiên hạ
Motonari vốn xuất thân chỉ là một Quốc nhân (kokujin) cai quản ở một địa phương nhỏ, dần leo lên vị trí lãnh chúa daimyō và thấy rõ hai họ Amago, Ōuchi vốn là gia chủ của mình, chỉ vì mong đoạt thiên hạ mà cuối cùng lâm vào cảnh diệt vong. Và Motonari chỉ áp chế được toàn vùng Chūgoku sau khi đã về già, nhận thấy rằng khó lòng mở rộng lãnh địa hơn nữa trong đời mình nên đã khuyên bảo các con trai nên giữ vững cơ nghiệp đã gây dựng nên, đừng mang tâm tranh đoạt thiên hạ.
Một lý do nữa khiến Motonari đi đến chủ trương vừa thực dụng, vừa bảo thủ là chỉ dốc toàn lực giữ gìn cơ nghiệp, không vọng tưởng chuyện mở rộng lãnh thổ thêm nữa là tuy đã cai quản được toàn xứ Aki nhưng bên dưới họ Mōri còn rất nhiều Quốc nhân, lãnh chúa địa phương tuy mang tiếng là gia thần nhưng lại đứng ở vị thế đồng đẳng với họ Mōri.
Di ngôn của Mōri Motonari để lại cho con cháu đại ý nói rằng: "kẻ nắm thiên hạ, dù có vinh hiển phú quý thế nào đi nữa cũng chỉ được vài đời, rồi sau cũng sẽ lụi tàn dần. Vì vậy thay vì lập chiến công hiển hách, gây dựng bá nghiệp trong một đời thì chi bằng chia toàn lãnh thổ Nhật Bản thành năm phần, chiếm một phần và giữ vững nó để truyền mãi vinh hoa cho con cháu đời sau".
Giai thoại ba mũi tên
Một ngày nọ, Motonari cho gọi ba người con là Takamoto, Motoharu và Takakage lại bên giường, bảo họ bẻ một mũi tên. Ba người đều bẻ gãy dễ dàng, rồi Motonari lại bảo các con thử bẻ ba mũi tên đã bó lại với nhau thì không ai bẻ gãy được. Motonari giải thích rằng một mũi tên tuy dễ gãy nhưng khi hợp lại với nhau thì sẽ tạo nên sức mạnh phi thường. Ông dùng hình ảnh ba mũi tên để kêu gọi tinh thần đoàn kết trong gia tộc, giữa các huynh đệ trong nhà.
Giai thoại này, còn gọi là "Tam tử giáo huấn trạng" (Sanshi Kyōkunjō) rất nổi tiếng và được đạo diễn Kurosawa Akira lấy làm đề tài trong bộ phim để đời của ông, "Ran".
Giai thoại Motonari viếng đền thờ Itsukushima
Mōri Motonari trước khi làm lễ thành nhân (Gempuku), một lần nọ cùng gia thần đến viếng đền thờ Itsukushima. Xong, Motonari hỏi gia thần đã cầu nguyện điều gì, gia thần đáp: "Cầu cho chúa công trở thành chủ nhân toàn cõi Aki". Motonari hỏi lại: "Tại sao không cầu cho ta trở thành chủ thiên hạ" thì gia thần cười, đáp: "Cầu điều không thể trở thành hiện thực thì có ý nghĩa gì. Thôi thì thành chủ toàn vùng Chūgoku vậy". Motonari phản luận rằng: "Cầu đoạt thiên hạ để cuối cùng đoạt vùng Chūgoku là vừa, chứ cầu làm chủ xứ Aki thì cuối cùng chẳng đạt được gì". Qua câu chuyện này có thể thấy lý tưởng và chí khí của Motonari. Nhưng đến khi về già thì ông lại chủ trương giữ vững nghiệp nhà hơn là tính chuyện đoạt thiên hạ như đã thuật bên trên.
Bách vạn nhất tâm
Câu chuyện về tấm bia đá khắc bốn chữ Hán "bách vạn nhất tâm" (Hyakuman Isshin) khi xây dựng thành Yoshidakōri Yamajō cho thấy rằng Mōri Motonari rất đề cao tính đoàn kết trong gia tộc và các con dân của mình. Thực tế, việc cai trị vùng Chūgoku của họ Mōri có phần hợp tác không nhỏ của các Quốc nhân địa phương trong vùng.
- Trước khi mất khá lâu, Motonari đã lo lắng về tài năng của người kế nghiệp mình, cháu đích tôn Terumoto nên đã lệnh cho bọn Motoharu, Takakage, Fukubara Sadatoshi và Kuchiba Michiyoshi theo phò tá Terumoto.
- Trong suốt cuộc đời, Motonari nhận được sự giúp đỡ rất nhiều từ phía họ tộc. Ông được chính thất Mōkyū (mất sớm), kế thất Nomi no Ōkata, trắc thất họ Miyoshi cùng các con trai ưu tú giúp đỡ, hỗ trợ liên tục trong phần đời của mình. Đến năm 71 tuổi, Motonari vẫn còn sinh con, và sau khi ông mất thì các con trai trở thành trụ cột chính của họ Mōri.
- Trong tập xướng ca đường sắt (Tetsudō Shoka) được sáng tác vào thời kỳ Minh Trị, có đoạn tán dương Mōri Motonari (ở phần Itsukushima) như sau:

"Mōri Motonari dựng thành trên đảo này
Diệt cừu địch của chúa là Sue Harukata
Là tấm gương sáng trong các gia thần võ tướng"

- Motonari thường dạy cho con trưởng Takamoto rằng "chiến thuật và chiến lược là tất cả". Ngoài việc để lại ấn tượng mạnh mẽ trong vai trò một võ tướng, Motonari còn nổi tiếng là một văn nhân trí thức. Sinh thời, ông sáng tác nhiều bài thơ và sau này được in trong tập thơ "Shunkashū" (tập thơ sương mùa xuân). Câu thơ từ giã cuộc đời của Motonari được nhiều người biết đến, đại ý rằng (người soạn chỉ dịch ý, không chuyển vần):

Vui thay khi có bằng hữu
Hôm nay cùng ngồi ngắm hoa
Niềm vui không sao tả xiết
Càng đa tình, hoa càng vui
Nhưng cùng ngắm hoa hôm nay
Không có người bạn hôm qua
Hương sắc anh đào cũng khác lạ
Đó là niềm vui có bằng hữu trong mắt tôi
Hay là hoa cũng đang hoan hỉ
...

Bài thơ này do Motonari ngâm trong hội ngắm hoa anh đào (hanami) trước khi mất ba tháng, được nhiều người biết đến và nói lên tài thi ca của ông.
- Phụ thân là Mōri Hiromoto cùng huynh trưởng Okimoto đều qua đời sớm vì rượu độc nên Motonari không bao giờ uống rượu. Sau này ông còn để lại thư giáo huấn người cháu là Terumoto với nội dung khuyên nên kiêng rượu. Tuy nhiên bản thân Motonari lại rất thích uống rượu ngâm thảo dược.
- Motonari là người luôn được vận may mỉm cười. Trong suốt cuộc đời mình, bất hạnh lớn đối với ông là việc người con gái lớn bị họ Takahashi sát hại và người con trai trưởng, Takamoto mất sớm khi đi đánh nhà Amago năm 1563. Khi hay tin con trai mất, Motonari đổ vật ra, khóc suốt ba ngày ba đêm. Tương truyền Takamoto mất vì bạo bệnh ở trong quân, nhưng Motonari điều tra thì cho rằng con mình bị đầu độc trong thức ăn. Motonari, trong tâm trạng bi thảm và giận dữ, đã hạ lệnh xử tử tất cả samurai bảo vệ Takamoto và những kẻ bị nghi có dính líu đến vụ đầu độc. Sau này ông còn sinh tật, thường lẩm bẩm rằng "tao muốn chết sớm để tới chỗ thằng Takamoto".
- Chịu ảnh hưởng mạnh từ dưỡng mẫu Sugino Ōkata, mỗi buổi sáng Motonari đều siêng năng hướng về phía mặt trời mà niệm Phật. Dựa theo ký sự của Luís Fróis, nhà truyền giáo dòng Tên người Bồ Đào Nha thì bản thân Motonari là tín đồ của phái Nhất Hướng tông, một phái Phật giáo chủ trương lấy việc niệm danh hiệu đức Phật A Di Đà làm gốc. Phái Nhất Hướng tông đương thời khác với phái Tịnh Độ Chân Tông, tuy nhiên việc Motonari chịu ảnh hưởng mạnh từ Phật giáo là việc xác thực. Ông tỏ ra gay gắt khi tiếp xúc với các giáo sĩ phương Tây và không có mấy hảo cảm đối với Ki-tô giáo.
- Motonari là một người rất hay viết và để lại rất nhiều thư từ. Năm Meiwa thứ 4 (1767), trong tập thi huấn của họ Mōri được biên soạt, người ta tìm thấy chừng 30 câu giáo huấn của Motonari nằm la liệt khắp sách. Tập giáo huấn mà Motonari gửi cho các con trai, thuyết giảng về tình đoàn kết giữa các huynh đệ vào năm Kōji thứ 3 (1557) có bề rộng tới 2.85 mét với cùng nội dung tương tự. Vì thế mà nhiều nhà nghiên cứu lịch sử Nhật Bản, nghiên cứu văn thư như Yoshimoto Kenji đều cho rằng thư từ của Mōri Motonari rất dài dòng. Theo nhà nghiên cứu Yoshimoto Kenji thì có lẽ Motonari là người từng trải đời nên rất hay thuyết giáo kẻ khác.
- Mōri Motonari có tài nhìn người. Akechi Mitsuhide trong thời kỳ còn phiêu bạt giang hồ, trau dồi võ nghệ có đến tìm Motonari để theo phục vụ. Motonari thấy được hung tướng trên khuôn mặt của Akechi, sợ hậu họa sau này nên ban cho nhiều tiền bạc rồi đuổi đi. Theo đánh giá của Motonari thì Akechi là người "tài trí minh mẫn, dũng khí có thừa. Nhưng dung mạo trông như con sói ngủ, hỷ nộ đều lộ cốt ra ngoài nên tinh thần thường không an định". Sự thật, sau này Akechi theo phò tá Oda Nobunaga rồi phản lại chủ, tự chuốc họa vào thân. Một lần khác có Yamamoto Kansuke cũng đến tìm Motonari xin theo, Motonari cho rằng Kansuke có tướng gian nên đã đuổi đi.

### Đường quan chức của Mōri Motonari
Ngày 25 tháng 9 năm Bunkyū thứ 2 (1533): nhậm vị jugoi no ge, ngày 28 tháng 9 nhậm quan Umetō.
Ngày 15 tháng 2 năm Eiroku thứ 3 (1560): thăng lên chức jushii no ge. Đổi thành Mutsu no kami.
Ngày 12 tháng 8 năm Eiroku thứ 4 (1561): Bakufu Shōbanshū.
Ngày 18 tháng 5 năm Eiroku thứ 5 (1562): thăng lên chức jushii no jō, đổi thành Mutsuno no kami Jogen.
Ngày 14 tháng 2 năm Genki thứ 2 (1571): qua đời, thọ 75 tuổi.
Năm Genki thứ 3 (1572): được truy tặng jusan’i.
Ngày 2 tháng 4 năm Minh Trị thứ 41 (1908): được truy tặng Shōichii.

## Hệ phả
- Cha: Mōri Hiromoto
- Mẹ: phu nhân Fukubara (con gái của Fukubara Hirotoshi)
- Mẹ kế: Sugino Ōkata
- Các huynh đệ: Mōri Okimoto, Aiō Mototsuna, Kitanari Katsu, Mitsuki Genji.
- Chánh thất: Mōkyū (con gái của Kikkawa Kunitsune)
- Các con với chánh thất:

- Trưởng nữ (không rõ tên, bị họ Takahashi giữ làm con tin, sau bị họ này sát hại)
- Mōri Takamoto (1523-1563)
- Kikkawa Motoharu (1530-1586)
- Kobayakawa Takakage (1533-1597)
- Goryū no Tsubone

- Kế thất: Nomi no Ōkata (con gái của Nomi Takaoki)
- Các con với kế thất:

- Hoida Motokiyo
- Amano Motomasa
- Mōri Hidekane (Kikkawa Hidekane)

- Trắc thất: họ Miyoshi, họ Yada.
- Các con với họ Miyoshi:

- Mōri Motoaki
- Izuha Mototomo
- Suetsugu Motoyasu

- Các con với họ Yada:

- Ninomiya Naritoki

- Các cháu:

- Mōri Terumoto
- Mōri Hidemoto
- Kikkawa Motonaga
- Mōri Motouji
- Kikkawa Hiroie
- Shishido Motohide

### Mười tám tướng của họ Mōri
- Kobayakawa Takakage
- Kikkawa Motoharu
- Shishido Takaie
- Amano Takashige
- Yoshimi Masayori
- Kodama Naritada
- Katsura Motozumi
- Fukubara Sadatoshi
- Kuchiba Michiyoshi
- Shiji Hiroyoshi
- Akagawa Motoyasu
- Awaya Motohide
- Watanabe Hajime
- Kumagai Nobunao
- Kunishi Motosuke
- Awaya Motochika
- Iida Motochika
- Inoue Motokane

### Các thành do họ Mōri chiếm giữ
- Xứ Aki:

- Yoshidakōri Yamajō
- Tajihi Sarugatake
- Mibu
- Funayama
- Nagami Yama
- Miiri Takamatsu
- Tokonoyama
- Yagi
- Koi
- Satō Kanayama
- Sakurao
- Kusatsu
- Miyao

- Xứ Bingo:

- Takayama
- Nii Takayama
- Mihara
- Hata Kaeshiyama

- Xứ Bitchū:

- Bitchū Takamatsu
- Bitchū Matsuyama

- Xứ Sūo:

- Kōnomine

- Xứ Nagato:

- Katsuyama

- Xứ Izumo:

- Gassan Toda
- Mitōya

- Xứ Iwami:

- Yamabuki
- Fukumitsu
- Masuda
- Tsuwano

- Xứ Buzen:

- Moji
- Buzen Matsuyama

- Xứ Chikuzen:

- Tachibana Yama

- Các thành khác:

- Tottori
- Kōzuki

### Các trận đánh chủ yếu
Các trận đánh lớn nhỏ mà Mōri Motonari từng tham gia khi còn sống lên đến trên 200 qua các tư liệu, ghi chép chính thức. Đây là một con số khổng lồ không chỉ đối với một nhân vật sống trong thời kỳ Chiến Quốc của Nhật Bản mà còn là một điều hiếm hoi trong các ghi chép về các anh hùng trên Thế giới.
- Trận Arita Nakaite
- Trận Kagamiyama
- Trận thành Satō Kanayama
- Trận thành Yoshidakōri Yama
- Trận thành Gassan Toda
- Trận Funokuzure
- Trận Oshikibata
- Trận trên đảo Itsuku
- Bōchō Keiryaku
- Trận Oshibara kuzure
- Trận Gōrozaka
- Chiến dịch xuất binh đến Iyo
- Trận thành Tachibana
- Loạn Ōuchi Teruhiro
- Trận Fubeyama

## Hình tượng Mōri Motonari trong văn hóa đại chúng

### Tiểu thuyết
(tên trong ngoặc là người soạn tạm dịch)
- Mōri Motonari (tác giả Yamaoka Sōhachi)
- Yamagiri (sương núi, tác giả: Nagai Michiko)
- Motonari, soshite Onna tachi (Motonari và những người đàn bà, tác giả: Nagai Michiko)
- Hadō no washi Mōri Motonari (con đại bàng bá đạo Mōri Motonari, tác giả: Furukawa Kaoru)
- Mōri Motonari to sono jidai (Mōri Motonari và thời đại của ông, tác giả: Furukawa Kaoru)
- Mōri Motonari to Sengoku Bushōtachi (Mōri Motonari và các võ tướng thời Chiến Quốc, tác giả: Furukawa Kaoru)
- Mōri Motonari (tác giả: Dōmon Fuyuji)
- Mōri Motonari (tác giả: Tani Kōsei)
- Mōri Motonari (tác giả: Tokunaga Shin’ichirō)
- Mōri Motonari (tác giả: Matsunaga Yoshihiro)
- Mōri Motonari (tác giả: Sakaki Yamajun)
- Mōri Motonari Hideyoshi, soshite Ieyasu ga ifushita otoko (Mōri Motohide, người khiến Hideyoshi và Ieyasu sợ hãi, tác giả: Sakaiya Taichi)
- Mōri Motonari Chiryaku ni taketa saigoku no hasha (Mōri Motonari, bá vương mưu trí miền Tây, tác giả: Wada Kyōtarō)
- Mōri Motonari to Sue Harutaka (Mōri Motonari và Sue Harutaka, tác giả: Yamamoto Issei)
- Kōten ha Kichijitsu (xấu trời là ngày tốt, tác giả: Baba Seiji)
- Chishō Mōri Motonari, shōri no hoteishiki 99 (Tri tướng Mōri Motonari, phương trình giành thắng lợi 99, tác giả: Fujita Hironori)
- Motonari gunki Rekishi shōsetsu (quân ký Motonari, tiểu thuyết lịch sử, tác giả: Sakurada Shin’ya)
- Itsukushima no tatakai, senshi dokyumento (trận đánh trên đảo Itsuku, tài liệu chiến sử, tác giả: Morimoto Shigeru)
- Ware, tenka wo nozomazu (ta không cầu được thiên hạ, tác giả: Watanabe Toshimitsu)

### Mōri Motonari xuất hiện trong vai phụ
- Yamagiri Mōri Motonari no tsuma(sương núi, thê tử của Mōri Motonari, tác giả: Nagai Michiko)
- Kikkawa Motoharu, Mōri wo sasaeta yūshō (Kikkawa Motoharu, dũng tướng trụ cột của họ Mōri, tác giả: Hamano Takuya)
- Amago Tsunehisa, Mōri ga idonda Chūgoku no otoko (Amago Tsunehisa, cường giả vùng Chūgoku, đối thủ của Mōri, tác giả: Nakamura Seishirō)
- Sue Harukata (tác giả: Kaionji Chōgorō)
- Kobayakawa Takakage, Mōri wo sasaeta chibō no shō (Kobayakawa Takakage, tướng mưu trí trụ cột của họ Mōri, tác giả: Nomura Toshio)

### Mōri Motonari trong phim truyền hình (Terebi Dorama)
- Tsuruhime denki (1993)
- Mōri Motonari (NHK Taiga Drama, 1997)

### Mōri Motonari trong game
- Mōri Motonari, chikai no san’ya (Mōri Motonari, 3 mũi tên ăn thề, hãng Kōei,1997. Lồng tiếng: Tanaka Hideyuki)
- Sengoku Basara (hãng Capcom, 2009. Lồng tiếng: Nakahara Shigeru)
- Sengoku Musō 3 (hãng Kōei, lồng tiếng: Ishikawa Hideo)
- Saikoku no otoko (hãng Tsukuda Hobby, 198x)

### DVD
- Mōri Motonari, NHK Taiga Drama bản đầy đủ DVD-BOX, tập 1 (NHK Enterprise, 2005, thời lượng 1260 phút)
- Mōri Motonari, NHK Taiga Drama bản đầy đủ DVD-BOX, tập 2 (NHK Enterprise, 2005, thời lượng 1080 phút)
- Mōri Motonari, NHK Taiga Drama bản tổng hợp (NHK Enterprise)

### Băng VHS
- Mōri Motonari, NHK Taiga Drama bộ 1 (NHK Enterprise)
- Mōri Motonari, NHK Taiga Drama bộ 2 (NHK Enterprise)
- Mōri Motonari, NHK Taiga Drama bộ 3(NHK Enterprise)
- Mōri Motonari, NHK Taiga Drama bộ 4 (NHK Enterprise)
- Mōri Motonari, NHK Taiga Drama bộ 4 tập (NHK Enterprise)

## Cước chú
1. ↑  Đương thời Kōmatsumaru chịu ảnh hưởng mạnh từ họ bên ngoại là Takahashi. Thực quyền của nhà Mōri đều do nhân vật Takahashi Hisamitsu nắm giữ, nhưng sau Hisamitsu đánh nhau với họ Miyoshi ở Bingo, tử trận nên Motonari thay mặt chỉ đạo trong họ. Trưởng nữ của Motonari bị họ Takahashi giữ làm con tin.
2. ↑  một chức ngũ phẩm bậc dưới.
3. ↑  Cũng có quân ký chép rằng vụ thanh trừ này là do mưu ly gián của Mōri Motonari, nhưng đây chỉ là sáng tác của hậu thế mà thôi. Vụ thanh trừng này nhằm tăng cường sức mạnh quân sự cho dòng chính của họ Amago.
4. ↑  Ngược lại, họ Ōtomo cũng phải khốn đốn khi đối đầu với họ Mōri, vì vậy đã không kiểm soát được sự bành trướng thế lực của hai họ Ryūzōji và họ Shimazu.
5. ↑  Tạp chí Rekishi Gunzō, mục Mōri Motonari, trang 168.
6. ↑  Nếu chuyện này xảy ra trước khi Motonari lâm chung thì lúc đó trưởng nam của ông đã không còn, nên câu chuyện là vô lý. Nếu chuyện này xảy ra trước đó nữa thì nảy sinh nghi vấn, rằng liệu một người ở tuổi thanh xuân có bẻ gãy được ba mũi tên tre hay không. Vì vậy có thuyết cho rằng câu chuyện này chỉ là sáng tác của hậu thế và chỉ có ý nghĩa ẩn dụ chi lời dạy dỗ của Motonari đối với con cháu trong tập di huấn "Sanshi kyōkunjō" mà thôi.
7. ↑  Nguyên văn: Mōri Motonari kono shima ni shiro wo kamaete Kimi no teki Sue Harukata wo chūseshiha nokosu bushin no kagami nari
8. ↑  Nguyên văn: Tomo wo ete naozo ureshiki Sakura no hana sakujitsu ni kawaru kefu no irokaha